# 강원체육중학교
강원체육중학교(江原體育中學校)는 대한민국 강원특별자치도 춘천시 송암동에 있는 공립 중학교이다.

## 학교 연혁
- 2003년 11월 29일 : 강원체육중학교 설립 인가
- 2005년 3월 1일 : 초대 김만정 교장 부임
- 2005년 3월 2일 : 강원체육중학교 개교 및 입학식 (신입생 35명)
- 2024년 9월 1일 : 제9대 임경빈 교장 부임
- 2024년 12월 24일 : 제18회 졸업식(졸업생 32명)
- 2025년 3월 4일 : 2025학년도 신입생 입학식(입학생 34명)

## 참고 자료
- 강원체육중학교 - 한국교육학술정보원 학교알리미